# Lofoten
De Lofoten (enkelvoud in het Noors, maar in het Nederlands en het Duits meestal als meervoud behandeld) zijn een eilandengroep voor de kust van de provincie Nordland in het noorden van Noorwegen.
De Lofoten bestaan uit een aantal eilanden. De bekendste zijn:
- Røst
- Værøy
- Gimsøya
- Moskenesøya
- Vestvågøy
- Austvågøy
- Flakstadøya

Enkele plaatsen op de Lofoten zijn Svolvær, Leknes, Vågan, Ramberg, Moskenes en Reine.

## Indeling
Hoewel de Lofoten buiten Noorwegen als eilandengroep wordt gedefinieerd, is het in Noorwegen zelf primair een aanduiding voor een district. Zo hoort het grootste eiland, Austvågøy, zowel tot Lofoten als tot Vesterålen, dat ook een eilandengroep vormt. 

## Visserij
De eilandengroep is vooral bekend vanwege zijn rijke visserijtraditie. De Lofoten maken ondanks hun geïsoleerde ligging toch een welvarende indruk. De hele economie draait bovenal om de visserij. Het beeld van de Lofoten wordt vooral gedomineerd door houten rekken met kabeljauw, die hangt te drogen. Al eeuwenlang is de Lofotenvisserij een begrip. Hartje winter varen de schepen uit om in maar een paar maanden de vis te vangen. De rijke visgronden zijn te danken aan de Golfstroom rond de eilanden, waarin de vissen hun paaigronden hebben. Rond de Lofoten en de daar aanwezige paaigronden van de kabeljauw is er geen olieboring toegestaan.

## Toerisme
Een groeiende economische pijler vormt het toerisme in de zomerperiode. Mede daardoor ziet men ook zomerhuisjes opduiken. Oude vissershutten, de zogenaamde rorbuer met hun karakteristieke rode kleur, worden nu ook als toeristenaccommodatie aangeboden. De natuur op de Lofoten is prachtig. Op de Lofoten werd in 2018 nationaal park Lofotodden opgericht. In Borg bevindt zich het Vikingmuseum. Vanuit enkele plaatsen worden boottochten naar zee georganiseerd om zeevogels te gaan spotten. De nationale toeristenweg Lofoten loopt door het gebied.

## Verkeer en vervoer
Vanaf het vasteland zijn er twee veerdiensten naar de eilanden: vanuit Bodø naar Røst, Værøy en Moskenesøy en vanuit Skutvik naar Svolvær op Austvågøy. De verbinding vanuit Narvik naar Svolvær door Lødingen Skyssbåtservice AS werd op 30 november 2007 beëindigd. Dagelijks doen de postboten van Hurtigruten Stamsund en Svolvær aan op hun reis van Bergen naar Kirkenes. Vanuit het zuiden van het vasteland kunnen de Lofoten ook met de auto worden bereikt, er gaat een veerboot van Bognes, dat aan de E6 ligt, naar Lødingen in Vesterålen. Dit is een alternatief voor het traject over Narvik, door het veer wordt het 150 km korter.
Verder is er de in 1992 geopende E10 over Sørvågen, die ook "De weg van Koning Olaf" wordt genoemd. De weg begint te Å op Moskenesøya en eindigt te Luleå in het Zweedse landschap Norrbotten. Hierdoor kunnen de Lofoten nu volledig worden bereikt zonder gebruik te maken van veerboten. Ook is er de nationale toeristenweg Lofoten van Å naar Melbu in Vesterålen. Ook is er de Riksvei 17, de nationale toeristenweg Kystriksveien, van Steinkjer naar Bodø. In de praktijk moet op de Lofoten worden gerekend met een gemiddelde snelheid van ten hoogste 60 km/h, dit ten gevolge van de vele snelheidsbeperkingen en de smalle en bochtige wegen. Er zijn luchthavens bij de steden Leknes en Svolvær.

## Galerij

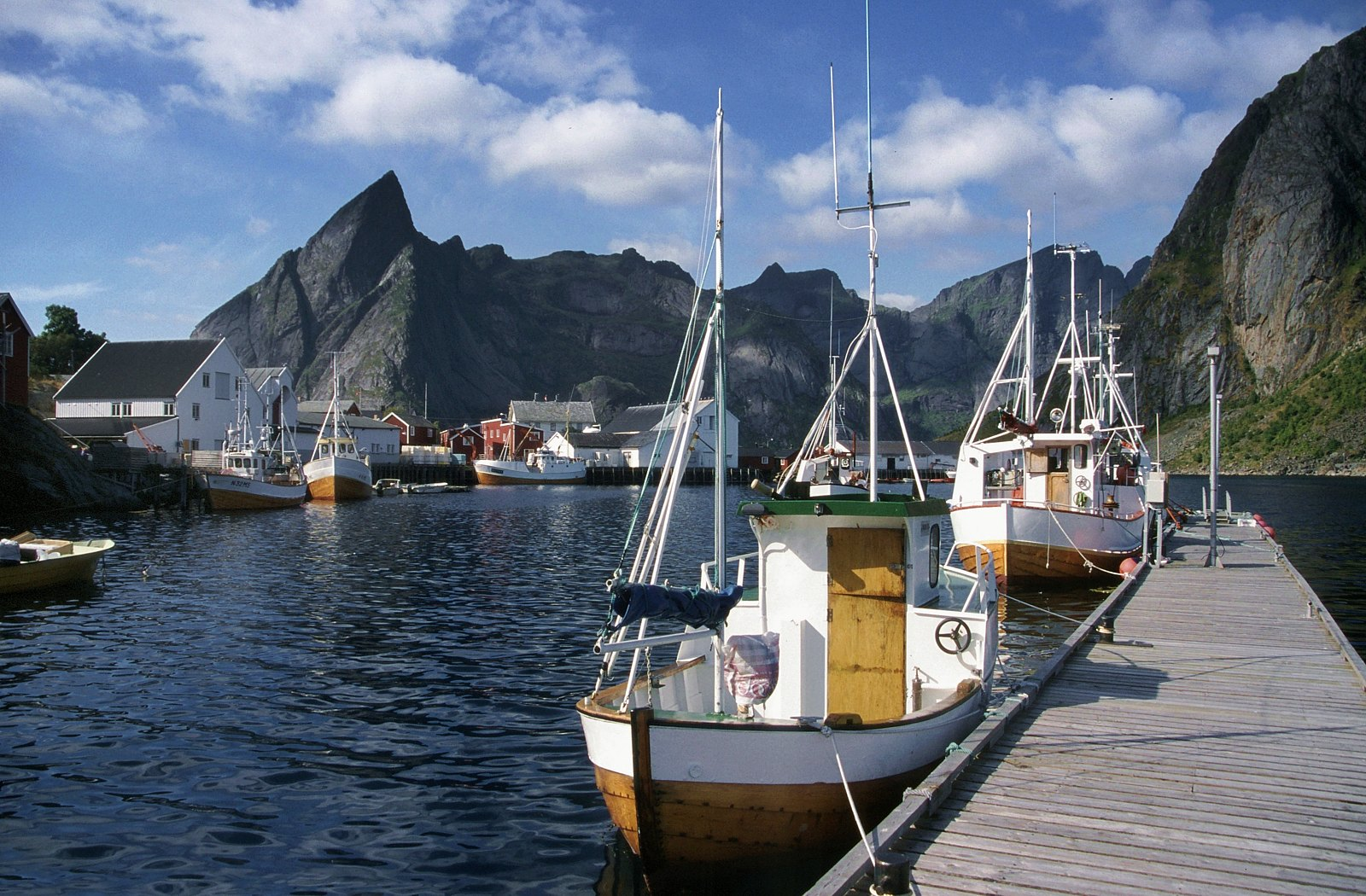
Lofoten, Hamnøy
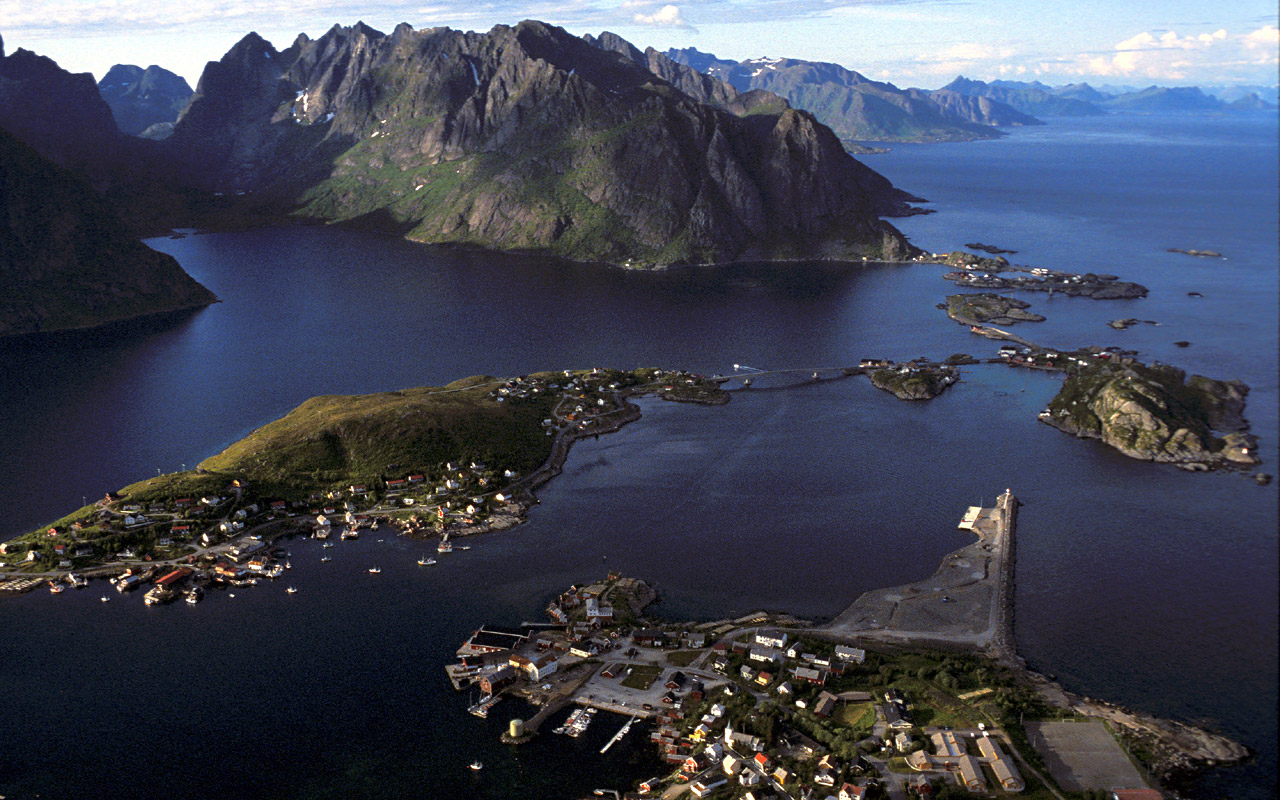
Reine, gemeente Moskenes
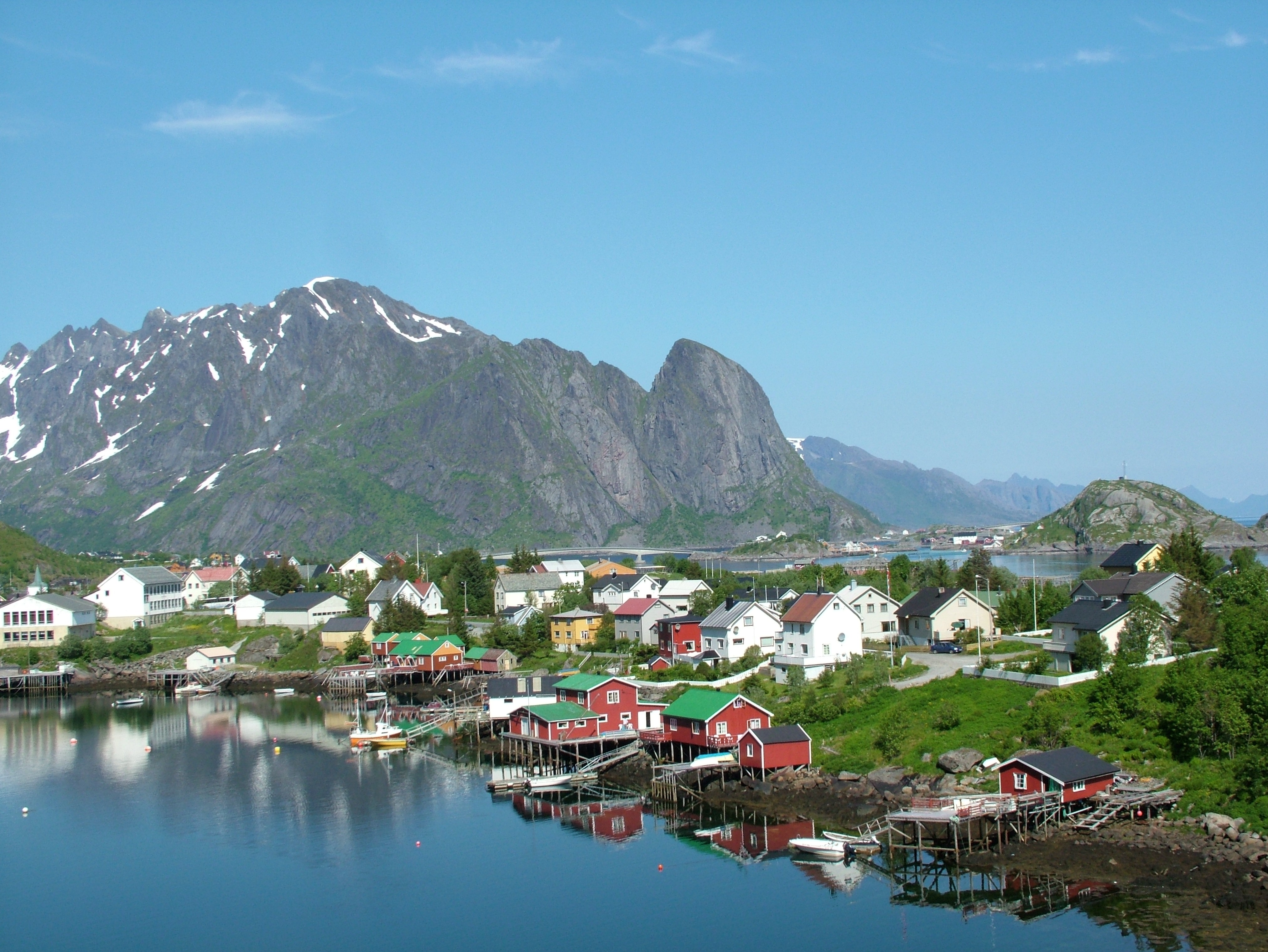
Reine
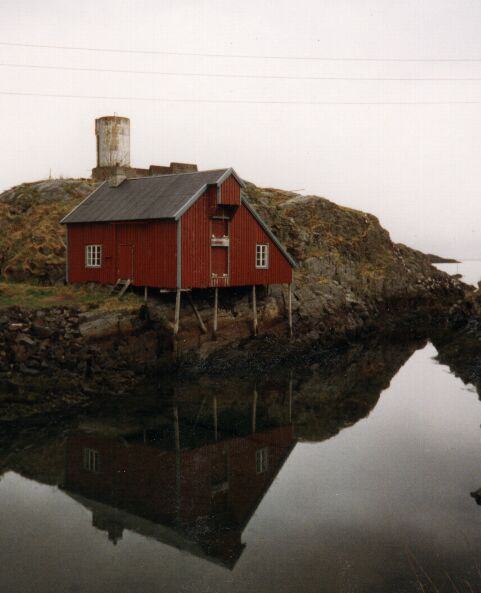
Å
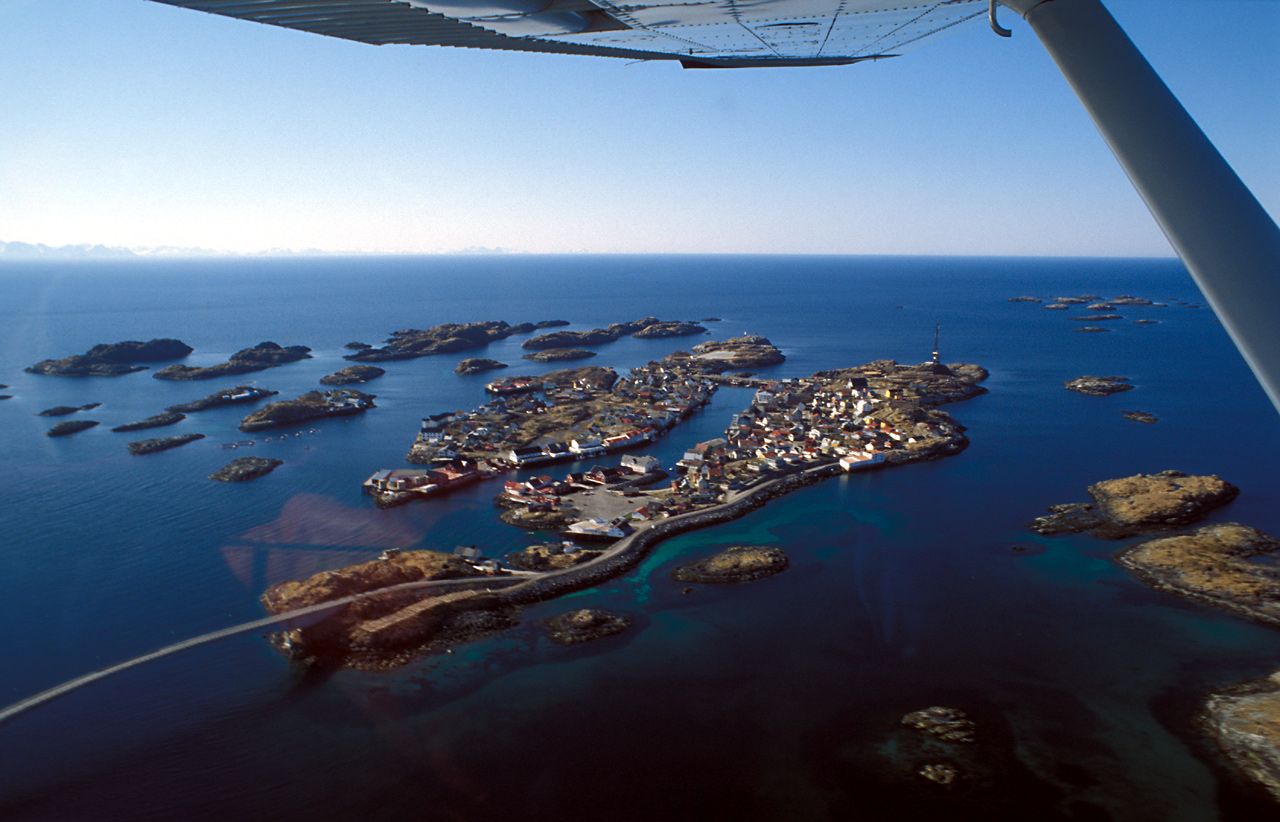
Henningsvær
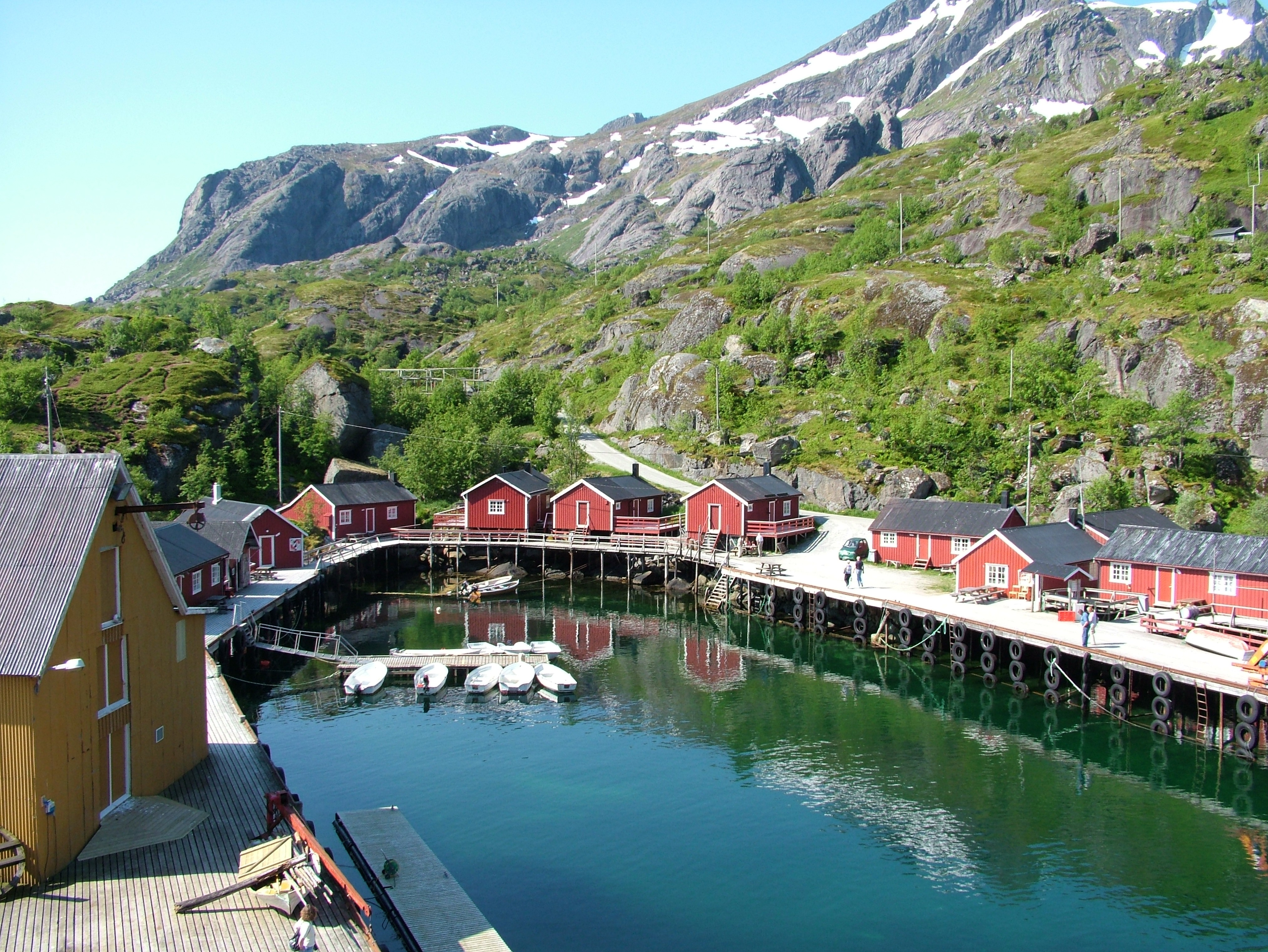
Nusfjord
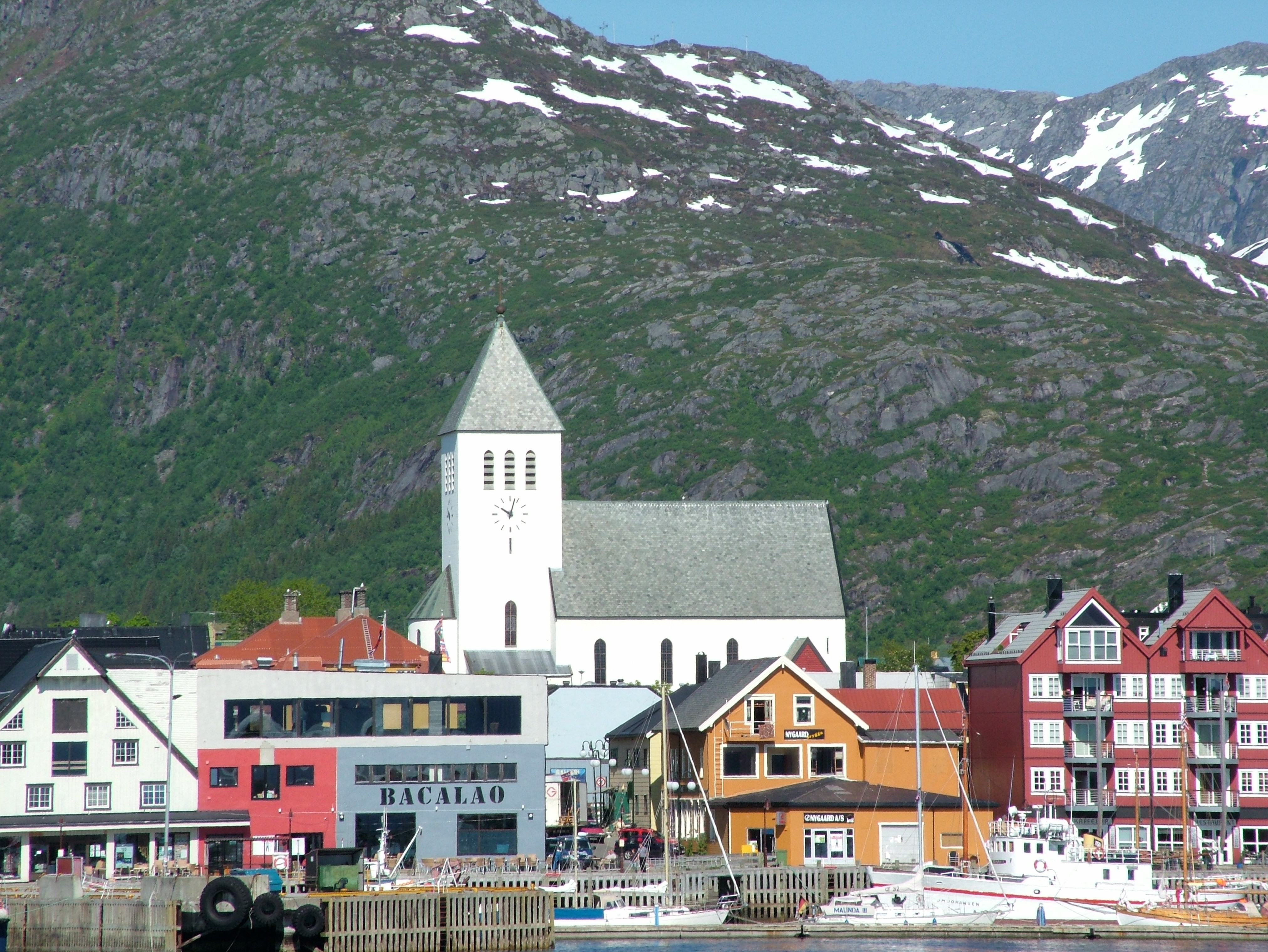
Svolvær
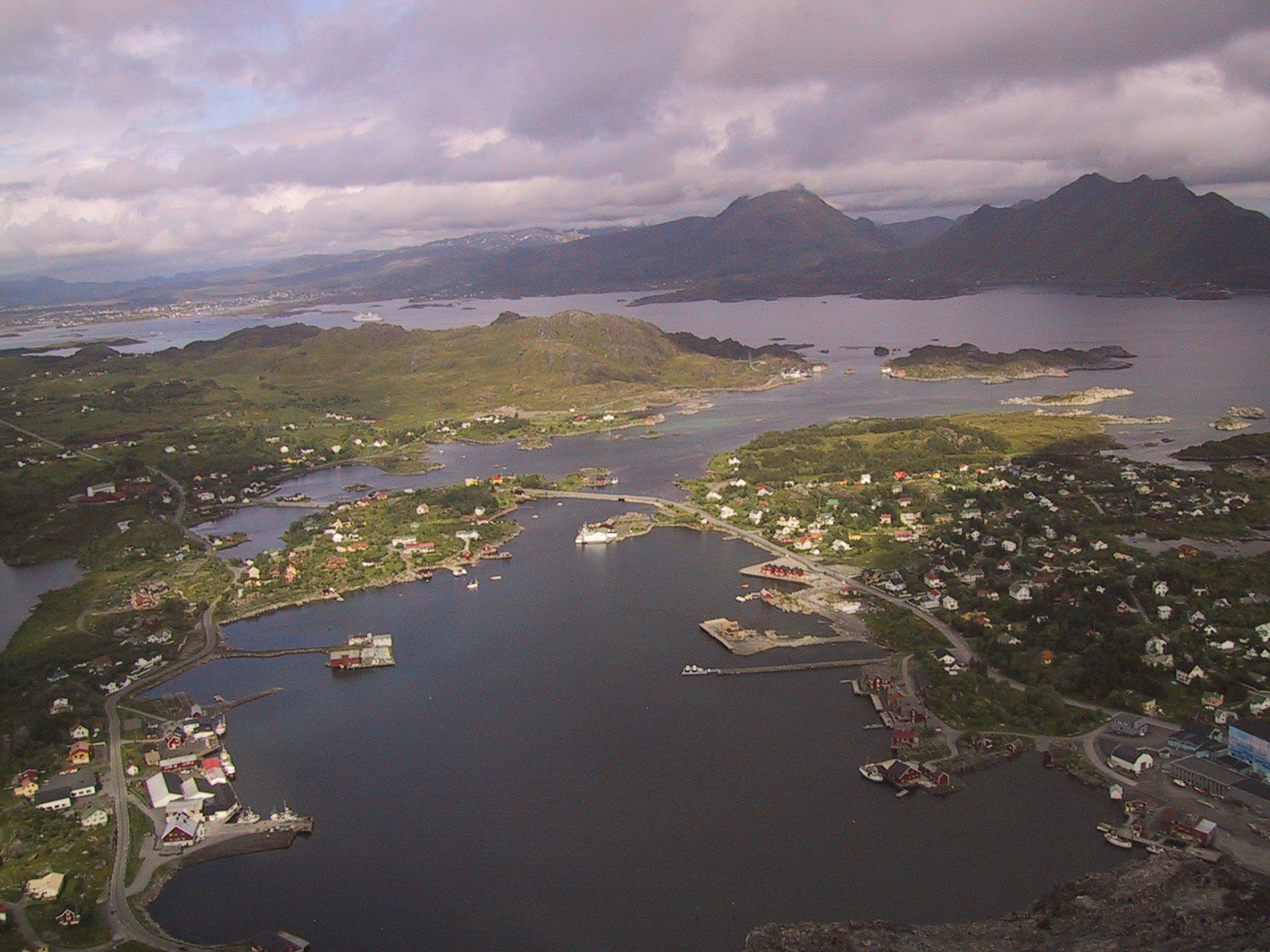
Ballstad
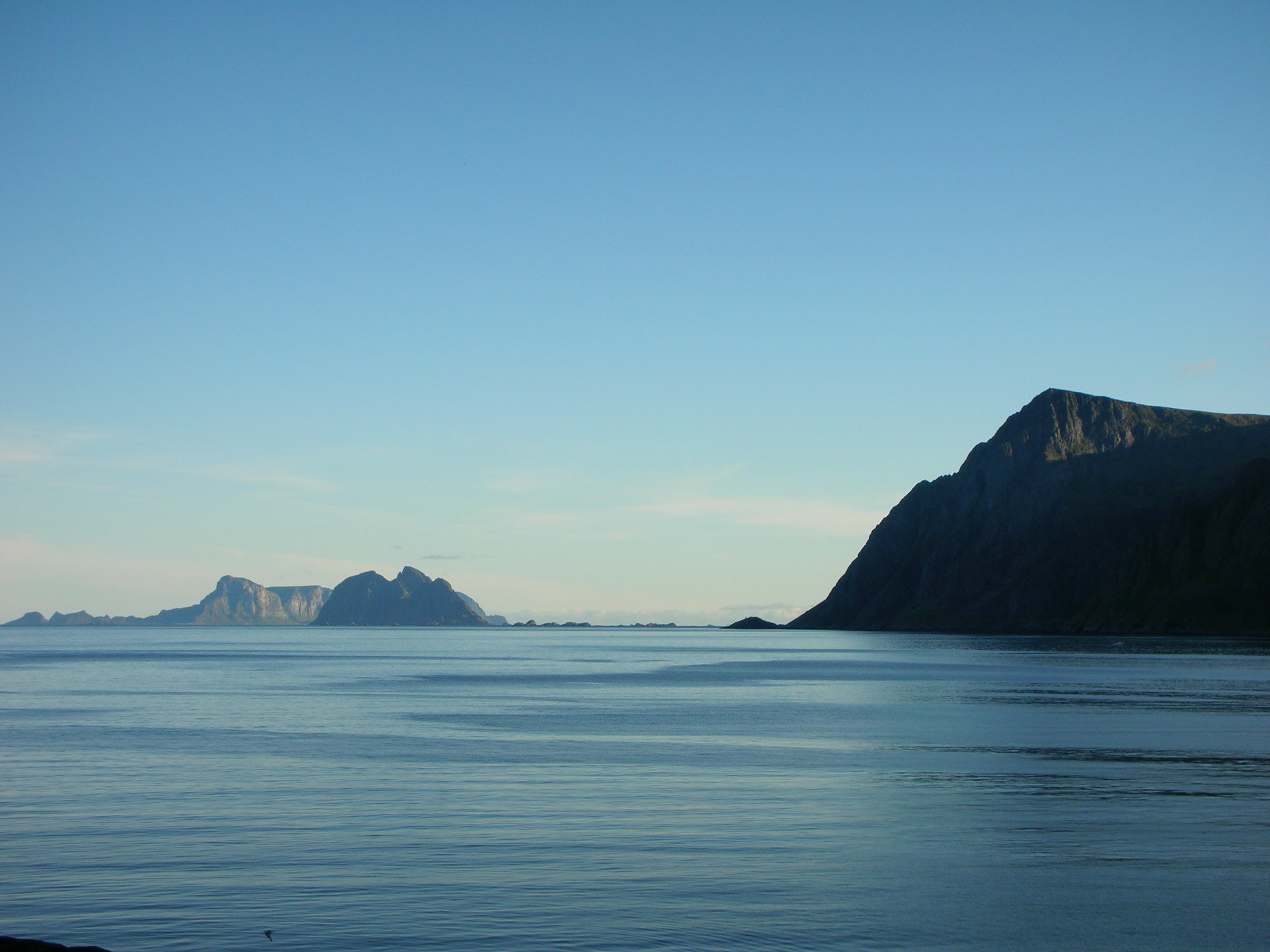
Moskstraumen
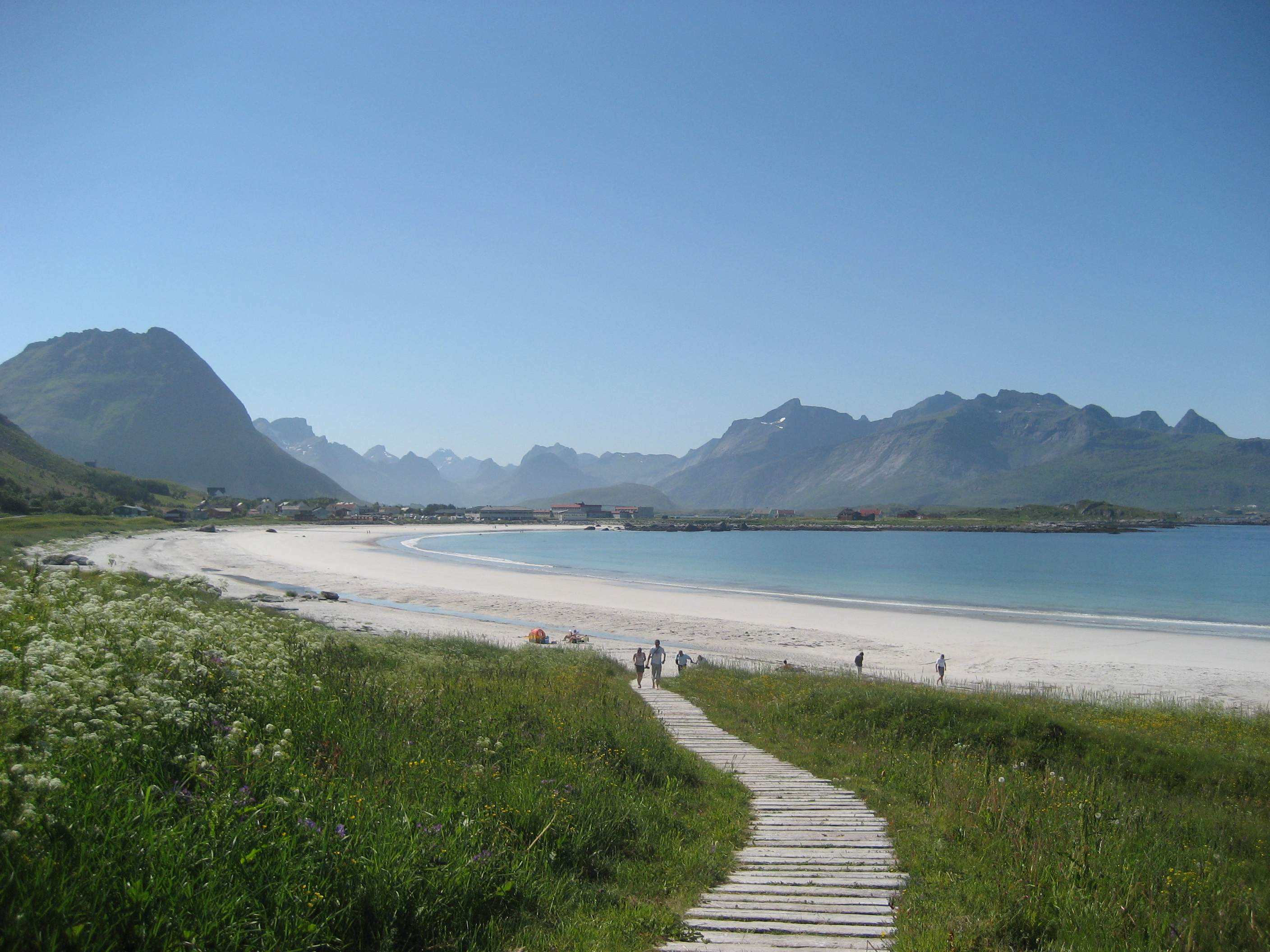
Ramberg
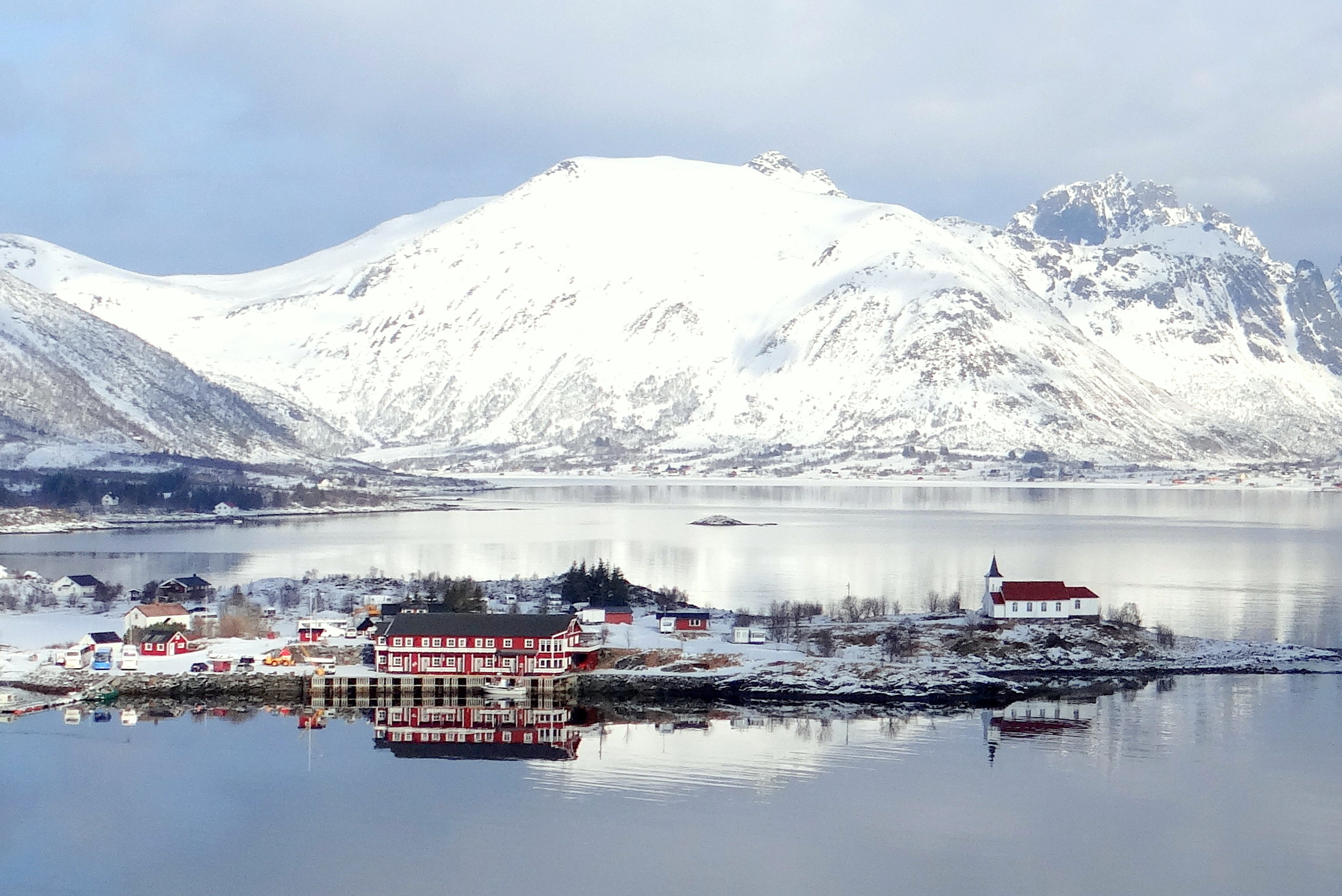
Austnesfjord
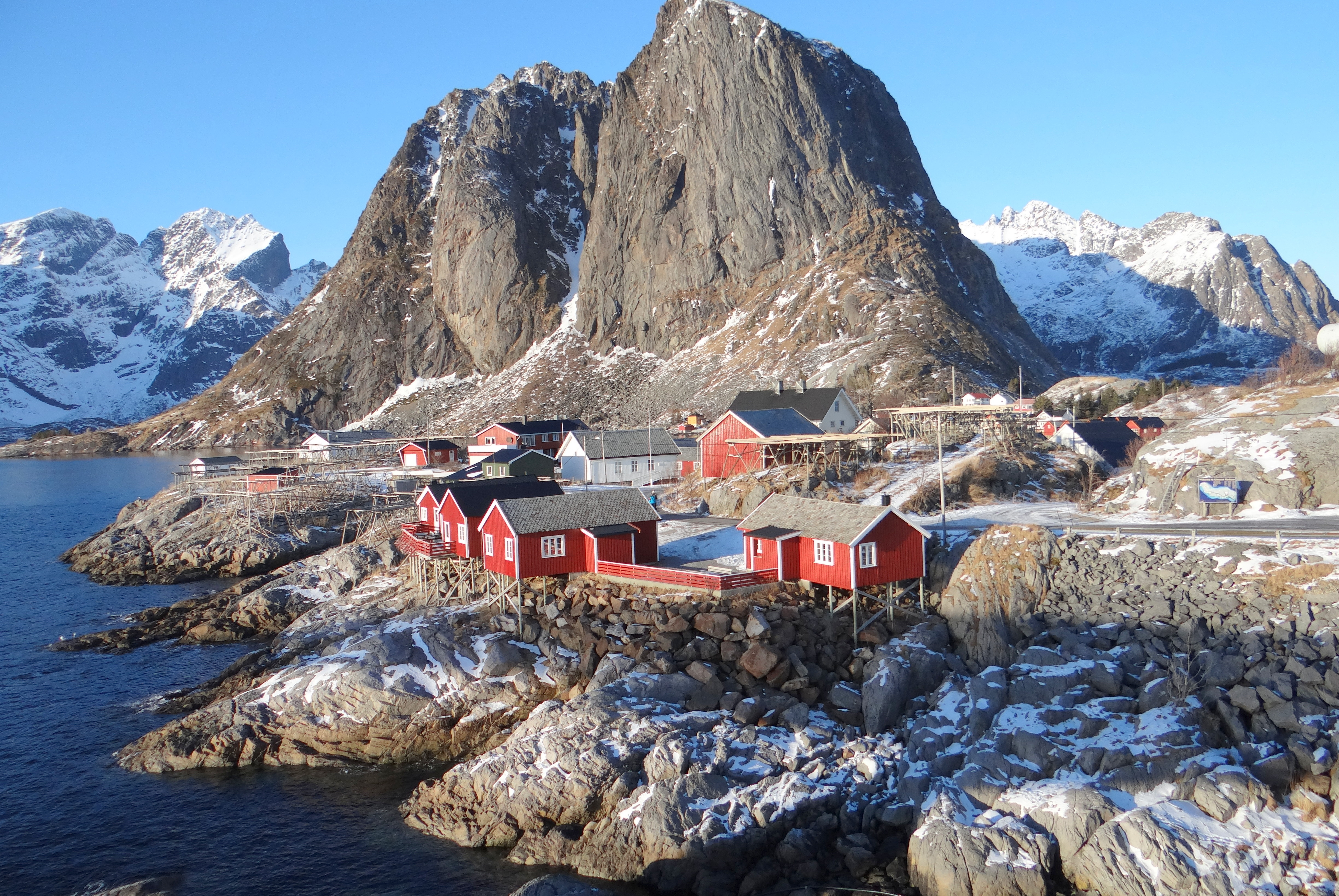
Hamnøy